# داني بستاني
داني بستاني هو ممثل وممثل صوت لبناني.

## فيلموغرافيا

### مسرحيات
- كلمتان عالواقف. (مخرج، 2007)[3]

### أدوار الدبلجة
- اكتشف معي - هاريسون هود
- آليس في بلاد العجائب - الأرنب الأبيض (النسخة العربية الفصحى)
- أولاد الجيران - رقم 01 (نايجل اونو)
- دامو ستحيل - موستا
- حياة حشرة - فليك (النسخة العربية الفصحى)
- شركة الوحوش - راندل بوغس (النسخة العربية الفصحى)
- مراهقو التايتنز - روبن
- وقت المغامرة - فين البشري (الموسم الأول والثاني)
- يوسف الصديق - يوسف[4]
- كونغ فو شاولين - جاك سبايسر
- ميغاس - جيمي
- مختبر دكستر - ميتجر غلوري،
- بايبي لوني تيونز - بايبي باغز باني
- ذا سكوبي دو شو - نايت
- فتيان قبل الزهور ـ يون جي هو
- قبلة مرحة ـ بيك سيونغ جو
- قناع العروس ـ لي كانغ تو
- كارل وكارل - كارل كراشمان

## وصلات خارجية
- داني بستاني على موقع IMDb (الإنجليزية)